# جان ویتاکر (ورزشکار)
جان ویتاکر (انگلیسی: John Whitaker؛ زادهٔ ۵ اوت ۱۹۵۵) سوارکار پرش اهل بریتانیا است.